# Années 1670
Les années 1670 couvrent la période de 1670 à 1679.

## Événements
- 1669-1675 : Newton (1669)[1] et Leibniz (1674-1675) inventent le calcul infinitésimal, grâce aux travaux de nombreux savants comme Fermat (calcul différentiel), Pascal (calcul intégral), Cavalieri publiés de 1615 à 1668[2].
- Vers 1669-1674 : paroxysme de la « guerre des marabouts » au Sénégal. Un grand nombre de Peul se convertissent à l’Islam au cours du siècle. Une série de guerres saintes ébranle dynastie des Denianké au Fouta-Toro et conduit à la fondation du royaume théocratique du Boundou par le marabout Malick Sy[3].
- Après 1669 : essor des communautés dissidentes (quakers) en Irlande, soutenues personnellement par les rois Charles II d'Angleterre et Jacques II d'Angleterre[4].
- 1670 : charte de la Compagnie de la Baie d'Hudson[5].
- 1670-1671 : révolte de Stenka Razine au sud-est de la Russie[6].

- 1672-1678 : la guerre de Hollande oppose la France et ses alliés (Angleterre, Écosse, Münster, Liège, Bavière, Suède) à la Quadruple-Alliance comprenant les Provinces-Unies, le Saint-Empire, le Brandebourg et l'Espagne[7].

- 1673 : mort de Molière à l'issue de la quatrième représentation du Malade imaginaire[8].
- 1674 : ravage du Palatinat par les troupes de  Turenne[9].
- 1675 : soulèvement antifiscal en Bretagne, dit « des Bonnets rouges » et « du Papier timbré ». La répression est menée par 6 000 dragons[10] ; décapitation de clochers des paroisses rebelles en Cap Caval ; exil du Parlement de Bretagne de Rennes à Vannes.
- 1675-1676 : guerre du Roi Philip[11].
- 1675-1679 : guerre de Scanie[12].
- 1676-1681 : guerre russo-turque[13].
- 1678-1682 : guerres javanaises. Progrès de la conquête de Java par les Hollandais dans les années 1670 et 1680. Les  sultanats de Mataram (1678-1681) et de Banten (1682) tombent sous le protectorat de la Compagnie néerlandaise des Indes orientales à la faveur de querelles de succession[14].
- 1679 : reprise des persécutions contre les jansénistes en France (exil de Antoine Arnauld et de Nicole)[15].
- 1679-1682 : l'affaire des poisons défraie la chronique à la Cour de Versailles[16].

## Personnalités significatives
- Christian V de Danemark
- Jean II d'Estrées
- Juan José d'Autriche
- Molière
- Henry Morgan
- Johan de Witt
- Cornelis de Witt
- Petar Zrinski